# Palacio de Villahermosa

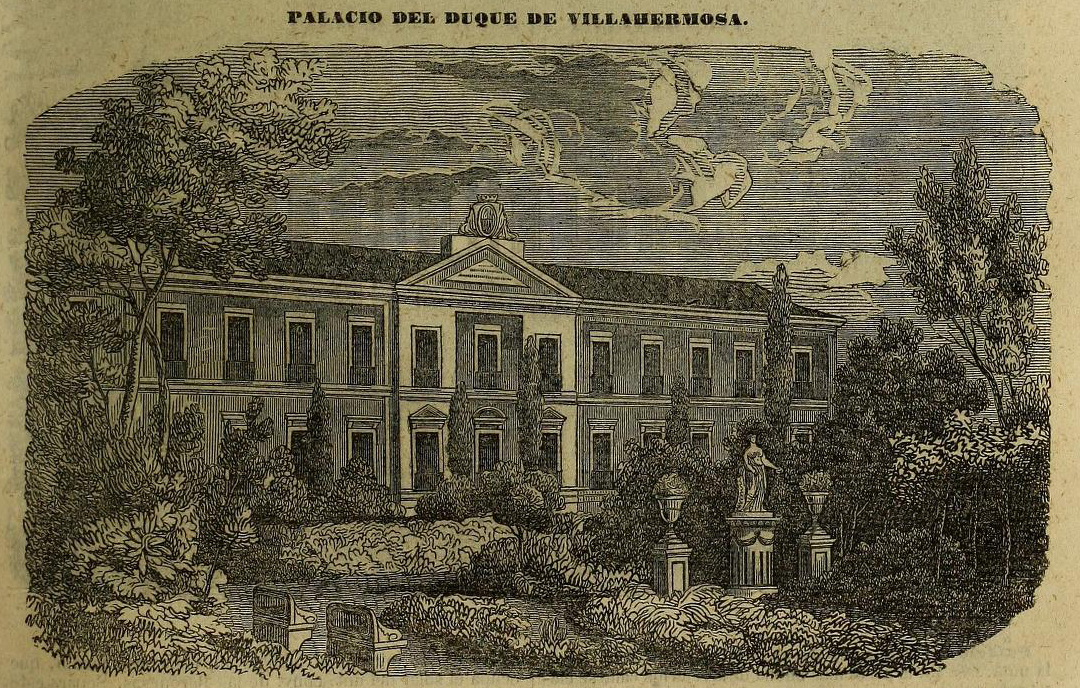
Vista del palau al tom X del Diccionario geográfico-estadístico-histórico de España y sus posesiones de Ultramar de Pascual Madoz, publicat l'any 1850.

El Palacio de Villahermosa (Palau de Villahermosa) és un gran immoble neoclàssic situat a la cantonada del Passeig del Prado amb la Carrera de San Jerónimo de Madrid (Espanya). Va pertànyer als ducs de Villahermosa i des del 1992 és la seu del Museu Thyssen-Bornemisza.

## Història
El 1771 la parcel·la, fins al moment ocupada pels comtes de Maceda, van ser adquirida pel duc de Villahermosa. L'arquitecte de les obres de construcció de l'edifici va ser Antonio López Aguado, deixeble de Juan de Villanueva, i les obres les va encarregar María Pignatelli y Gonzaga, esposa del XI duc de Villahermosa, que li va fer l'encàrrec el 1805. Les obres van acabar el 1806.
El 1823 hi va viure el duc d'Angulema, que va arribar a Madrid al capdavant dels Cent Mil Fills de Sant Lluís, que havien anat a donar suport a Ferran VII. El 1840 el saló de ball va ser utilitzat com a teatre del Liceo Artístico y Literario. El pianista i compositor Franz Liszt hi va tocar el piano en un dels seus salons l'any 1844. Aquesta va ser l'època d'esplendor.
Després l'edifici entrà en decadència, va patir diverses transformacions i acabà abandonat. El 1975 el Palacio de Villahermosa va ser comprat per la Banca López Quesada, s'hi va fer una profunda reforma interior, s'hi van instal·lar les seves oficines. Amb la fallida d'aquest banc, passà a l'Estat espanyol i el 1984 va ser adscrit al Museo del Prado com a seu complementària.
El 1992, arran de les negociacions amb el baró Thyssen per exposar la seva col·lecció privada a Madrid, el Govern espanyol va decidir oferir el Palacio de Villahermosa com a seu. L'acord definitiu de compra per part de l'estat espanyol es va formalitzar el 1993. La rehabilitació del palau com a museu va ser dissenyada per l'arquitecte Rafael Moneo.
La primera pedra es va posar el març de 1990. Només es van respectar les façanes. Es va inaugurar el museu l'any 1992 amb més de700 obres dels barons Thyssen, procedents de la seva mansió de Lugano. El 2004, s'afegí a Villahermosa dos edificis confrontants per tal d'hostatjar-hi la col·lecció Carmen Thyssen-Bornemisza a través d'un préstec de llarga durada a la fundació.